# Шахба
Шахба (на арабски: شهبا, познат в късната античност като Филипополис) е град в югозападната част на Сирия, мухафаза Ас-Суейда. Намира са на 87 километра южно от столицата Дамаск.